# Природа звіра
Природа звіра (англ. The Nature of the Beast) — американський трилер 1995 року.

## Сюжет
На околицях Невади з'явився маніяк, що рубає своїх жертв на шматки. В цей же час відбувається пограбування казино. Поліція шукає обох, по радіо попереджають не брати попутників і бути дуже обережними. Тому бізнесмен Джек і проїхав повз голосуючого бродяги, але зустрівшись з ним трохи пізніше в забігайлівці, з почуття провини вирішив підвезти його. Попутник, Едріен, виявився дуже нахабним і самовпевненим, він наполегливо стверджує, що знає все про Джека і його таємницю. Позбутися від його небезпечного та дратівливого суспільства неможливо. Куди приведе їх спільна подорож і чим вона закінчиться? Можливо, чи Едріен або Джек, і є вбивця, але природа звіра розкриється лише в кінці.

## У ролях
| Актор            | Роль                           |
| ---------------- | ------------------------------ |
| Ерік Робертс     | Едріен                         |
| Ленс Генріксен   | Джек Пауелл                    |
| Брайон Джеймс    | шериф Гордон                   |
| Френк Новак      | Манфред                        |
| Вільям А. Темпл  | літній джентльмен              |
| Ерл Теруа        | містер Вайнеман                |
| Ліла Гаррет      | місіс Вайнеман                 |
| Елой Касадос     | шериф 1                        |
| Елайза Робертс   | Петсі                          |
| Холлес Колберн   | офіціантка                     |
| Боб Мей          | поліцейський в закусочній      |
| Сара Янг         | леді в закусочній              |
| Джон Тоулс-Бей   | поліцейський на КПП            |
| Захарі Вейнтрауб | молода людина в мотелі         |
| Курт Дарлінг     | заступник Куесі                |
| Марк В. Джонсон  | заступник Джонсон              |
| Саша Дженсон     | Джеральд                       |
| Ана Гебріел      | Далія                          |
| Вірджіл Фрай     | Автозаправка черговий          |
| Ава Лазар        | Синій                          |
| Філ Фондакаро    | Гарлісс                        |
| Том Тарантіні    | маленький Девід                |
| Лін Шей          | Керол Пауелл                   |
| Марк Деніел      | газетяр                        |
| Віктор Сальва    | радіодиктор / водій вантажівки |